# Les Costes (Segan)
Les Costes són unes costes de muntanya del terme municipal de Conca de Dalt, al Pallars Jussà, dins de l'antic terme d'Hortoneda de la Conca. Són en territori de l'antiga caseria de les Bordes de Segan.
Estan situades al vessant septentrional del Serrat dels Boix de la Serra, a l'esquerra de la llau de la Font Freda.